# Bernex-Onex-Confignon
Bernex-Onex-Confignon (toponimo francese) è stato un comune svizzero del Canton Ginevra.

## Storia
Il comune di Bernex-Onex-Confignon è stato istituito nel 1816 e soppresso nel 1850 con la sua divisione nei nuovi comuni di Bernex e Onex-Confignon.

## Geografia antropica

### Frazioni
Le frazioni di Bernex-Onex-Confignon erano:
- Bernex[1]
  - Chèvres
  - Loëx
  - Lully
  - Sézenove
- Confignon[2]
- Onex[3]